# Laosaphrodisium
Laosaphrodisium is een kevergeslacht uit de familie van de boktorren (Cerambycidae). De wetenschappelijke naam van het geslacht werd voor het eerst geldig gepubliceerd in 2012 door Bentanachs.

## Soorten
Laosaphrodisium omvat de volgende soorten:
- Laosaphrodisium amadori Bentanachs, 2012
- Laosaphrodisium crassum (Gressitt, 1939)
- Laosaphrodisium cyaneum (Gressitt & Rondon, 1970)
- Laosaphrodisium optimum (Bates, 1879)
- Laosaphrodisium subplicatum (Pic, 1937)
- Laosaphrodisium superbum (Pic, 1923)
- Laosaphrodisium watsoni (Gahan, 1906)